# Bagh-e Bahadoran
Bāgh-e Bahādorān (farsi باغ بهادران) è il capoluogo della circoscrizione omonima dello shahrestān di Lenjan, nella Provincia di Esfahan. Aveva, nel 2006, una popolazione di 8.808 abitanti.